# 에마누엘레 파델라
에마누엘레 파델라(이탈리아어: Emanuele Padella, 1988년 9월 24일 ~ )는 이탈리아의 축구 선수로서, 포지션은 수비수이다.